# Alberto Giustolisi
Alberto Mario Giustolisi (Rome, 17 mars 1928 - Genzano di Roma, 27 février 1990 ) est un joueur d'échecs italien, maître international et vainqueur du tournoi d'échecs de Reggio Emilia en 1961-1962.

## Carrière échiquéenne
Joueur de style agressif et brillant, il obtient le titre de maître international de la Fédération internationale des échecs en 1962. Il remporte quatre fois le Championnat d'échecs d'Italie en 1952, 1961, 1964 et 1966.
Il participe, avec l'équipe italienne, à deux Olympiades d'échecs en 1950 à Dubrovnik et en 1968 à Lugano. Il est le premier italien à remporter, en 1961-1962, le Tournoi d'échecs de Reggio Emilia, terminant devant deux grands maîtres.
Des problèmes personnels et des troubles de santé nuiront à ses performances durant les dernières années de participation à la compétition.

## Parties
Max Euwe - Alberto Giustolisi (Venise, 1948)

1.d4 Cf6 2.c4 e6 3.Cc3 Fb4 4.Dc2 Cc6 5.Cf3 d6 6.Fd2 O-O 7.a3 Fxc3 8.Fxc3 De7
9.b4 e5 10.dxe5 Cxe5 11.e3 Fd7 12.Fe2 Tfe8 13.O-O Cxf3+ 14.Fxf3 Ce4 15.Fb2 Ff5
16.Tad1 De6 17.De2 a5 18.b5 c6 19.Td4 Ted8 20.Tfd1 Td7 21.Fa1 f6 22.g4 Fg6
23.Fg2 d5 24.f4 Fe8 25.cxd5 cxd5 26.f5 Df7 27.Dc2 Tad8 28.a4 De7 29.Fxe4 dxe4
30.Txd7 Txd7 31.Txd7 Dxd7 32.Fd4 h5 33.Dxe4 hxg4 34.Dxg4 De7 35.h4 Db4
36.h5 De1+ 37.Rg2 Ff7 38.Df3 Dh4 39.Dxb7 Dg4+ 40.Rf2 Dxf5+ 41.Df3 Dxf3+
42.Rxf3 Fb3 43.b6 Fxa4 44.Re4 Fc6+ 45.Rd3 Rh7  1/2-1/2
Alberto Giustolisi - Edgar Walther (Dublin, 1957) Premio di bellezza

1. c4 Cf6 2. Cc3 c5 3. Cf3 g6 4. d4 Fg7 5. e4 0-0 6. Fe2 d6 7. 0-0 Ca6 8. h3 cxd4 
9. Cxd4 Fd7 10. Fe3 Cc5 11. Dc2 a6 12. Tad1 Db8 13. f4 Tc8 14. e5 Ce8 15. Cd5 Td8 
16. Cxe7+ Rh8 17. Cf3 Ce6 18. f5! gxf5 19. Dxf5 Cd4 20. Cg5 1-0

## Sources
- (it) Cet article est partiellement ou en totalité issu de l’article de Wikipédia en italien intitulé « Alberto Giustolisi » (voir la liste des auteurs).